# Sosnivka, Pokrovske
Sosnivka (în ucraineană Соснівка) este un sat în comuna Velîkomîhailivka din raionul Pokrovske, regiunea Dnipropetrovsk, Ucraina.

## Demografie
Componența lingvistică a localității Sosnivka
     Ucraineană (95,63%)
     Rusă (4,37%)
Conform recensământului din 2001, majoritatea populației localității Sosnivka era vorbitoare de ucraineană (95,63%), existând în minoritate și vorbitori de rusă (4,37%).